# Grå lövgroda
Grå lövgroda (Dryophytes versicolor) är en groda från Nordamerika som tillhör släktet Dryophytes och familjen lövgrodor. Den fördes tidigare till släktet Hyla, men forskningsresultat från 2016 visade att Hyla versicolor var en juniorsynonym till Dryophytes versicolor.

## Utseende
Ovansidan är ganska vårtig, och vanligtvis färgad i varierande gråaktiga kulörer med svarta fläckar. Färgteckningen är emellertid mycket variabel och kan variera beroende på bakgrundens färg, fuktighet och liknande faktorer; bruna och gröna färgteckningar har kunnat konstaterats. Unga grodor och individer under parningstiden är ofta gröna. Den har vanligen ett vitt fält bakom ögat, och undersidan av låren kan vara orange eller varmgult med svarta prickar. Buken är vit. Fötterna har stora tådynor som ger ifrån sig en klibbig avsöndring, som hjälper lövgrodorna att hålla sig kvar på underlaget. Arten är mycket lik den närstående arten Hyla chrysoscelis. Enda möjligheten för igenkänning i fält, där DNA-analys inte kan göras, är lätet. Båda grodorna har ett drillande läte, men den grå lövgrodan har en långsam drill, medan dess släktings läte är snabbt och har en högre tonhöjd.

## Utbredning
Grodan finns i östra USA och sydöstra Kanada.

## Vanor
Den grå lövgrodan förekommer i olika trädbevuxna områden, både nära marken och längre upp i lövverken. Den söker ofta skydd i trädhål, under bark, bland löv, murkna, fuktiga stockar och trädrötter.  Arten lever främst av insekter (bland annat kackerlackor och daggmask), men kan även ta små ormar. En ålder på närmare 8 år har konstaterats.

### Fortplantning
Parning och larvutveckling sker i grunda, lugna vattensamlingar, även sådana skapade av människan som dammar, träsk, skogstjärnar och mindre vattensamlingar. Lektiden börjar under våren, när kvällstemperaturen når över 15°C. Honan lägger mellan 1 000 och 2 000 ägg, som fastnar vid växtlighet och andra föremål i vattensamlingen, och kläcks efter 3 till 7 dagar beroende på temperaturen. Ynglen förvandlas efter ungefär 3 veckor (kan gå fortare vid högre temperatur). Grodan blir könsmogen vid ungefär 2 års ålder.

## Status
Den grå lövgrodan är klassificerad som livskraftig ("LC") av IUCN, och populationen är stabil. Inplanterad solabborre kan dock vara ett möjligt, lokalt hot för grodynglen.